# Sandford Fleming
Sandford Fleming (Kirkcaldy, 7 gennaio 1827 – Halifax, 22 luglio 1915) è stato un inventore e ingegnere canadese.

## Biografia
Nato e cresciuto in Scozia, emigrò in Canada all'età di 18 anni. Propose lo "Standard Time" in una riunione del Royal Canadian Institute l'8 febbraio 1879. Fu ingegnere di molte ferrovie intercoloniali e della Canadian Pacific Railway. Sandford Fleming comunque non è stato il primo a proporre il tempo universale e fusi orari standard per tutto il mondo: i fusi orari sono stati infatti concepiti 21 anni prima dal matematico italiano Quirico Filopanti nel suo libro Miranda pubblicato nel 1858.